# Lac Armagnac
Lac Armagnac är en sjö i Kanada.   Den ligger i regionen Nord-du-Québec och provinsen Québec, i den östra delen av landet, 600 km norr om huvudstaden Ottawa. Lac Armagnac ligger 377 meter över havet. Arean är 11,9 kvadratkilometer. Den ligger vid sjöarna  Lac Artaud och Lac Savignac. Den sträcker sig 5,6 kilometer i nord-sydlig riktning, och 4,6 kilometer i öst-västlig riktning.